# جوش كوبر
جوش كوبر (بالإنجليزية: Josh Cooper)‏ هو لاعب كرة قدم أمريكية أمريكي، ولد في 5 ديسمبر 1980 في لانيت في الولايات المتحدة.

## وصلات خارجية
- جوش كوبر على موقع مرجع كرة القدم المحترفة.كوم (الإنجليزية)
- جوش كوبر على موقع JustSportsStats.com (الإنجليزية)